# Knikkend palmpjesmos
Knikkend palmpjesmos (Isothecium myosuroides) is een soort uit de palmpjesmosfamilie (Lembophyllaceae).

## Determinatie
Knikkend palmpjesmos lijkt in het veld oppervlakkig ietwat op fijn laddermos (Kindbergia praelonga). Knikkend palmpjesmos is evenwel grijsgroen van kleur terwijl fijn laddermos helder frisgroen is. De blaadjes van knikkend palmpjesmos zijn relatief bol en stomp, terwijl fijn laddermos lang toegespitste blaadjes heeft. Voorts zijn de rommelige takken van knikkend palmpjesmos vaak enigszins gebogen, terwijl fijn laddermos regelmatig geveerd is.

## Ecologie
Het groeit overvloedig op zowel rotsen als bomen. Als epifyt komt het vooral voor in oudere bossen.

### Syntaxonomie
In de syntaxonomie staat knikkend palmpjesmos te boek als transgrediërende kensoort voor de associatie van gewoon sterrenmos en knikkend palmpjesmos.

## Verspreiding
Knikkend palmpjesmos is inheems in Noord-Amerika (west en oost), evenals in delen van West-Europa.

## Fotogalerij

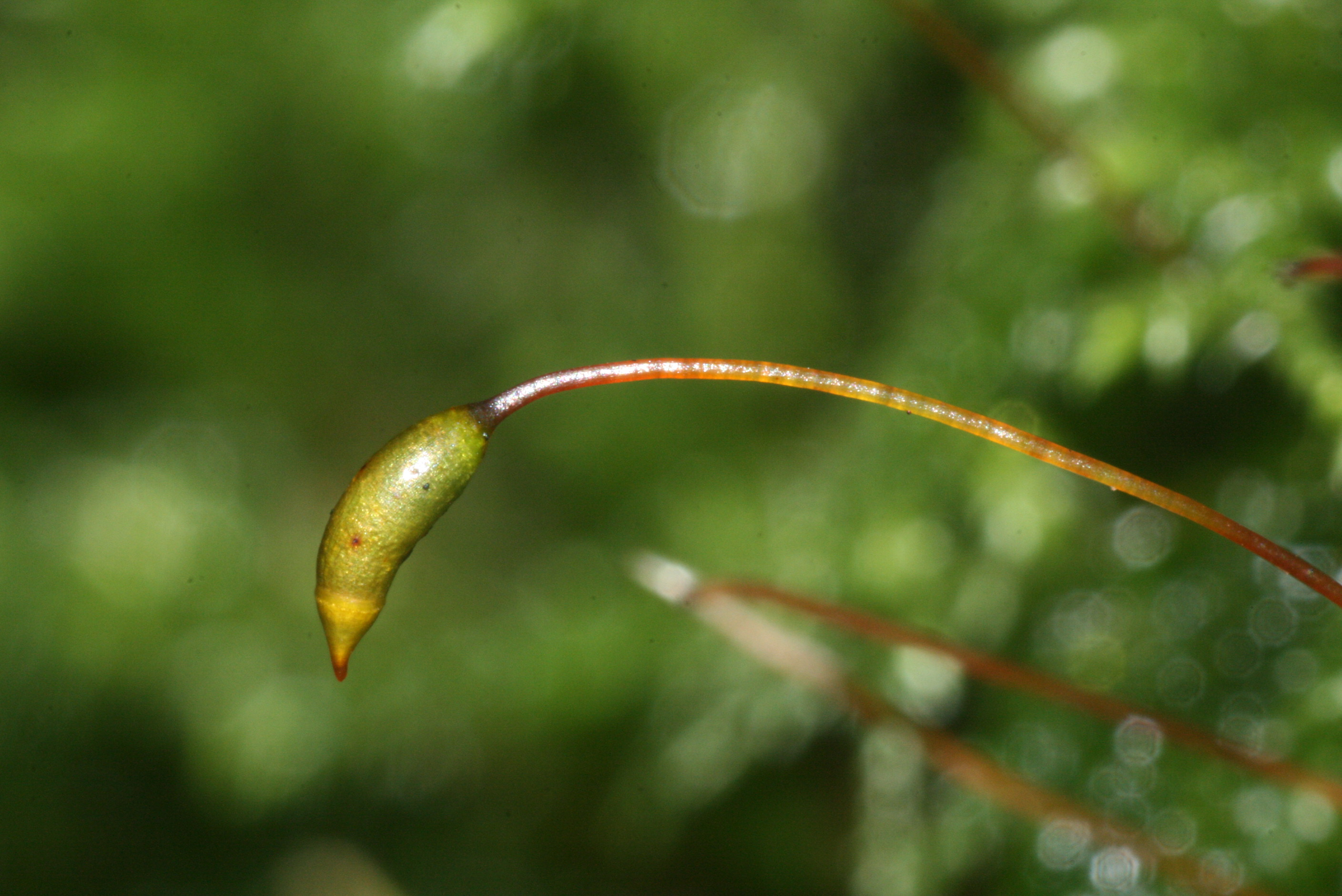
Sporenkapsel